# Mola del Pi
La Mola del Pi és una muntanya de 539 metres que es troba al municipi de Vandellòs i l'Hospitalet de l'Infant, a la comarca catalana del Baix Camp.